# Drenthe op het Regio Songfestival
Drenthe is een Nederlandse provincie en kan hierdoor deelnemen aan het Regio Songfestival.
De provincie neemt al deel aan het festival sinds de start ervan in 2023 en heeft sindsdien aan alle edities deelgenomen. De Drentse inzending wordt ieder jaar geselecteerd door middel van een preselectie. Tijdens de eerste twee edities was dit het Drèents Liedtiesfestival, vanaf 2025 is dit het Songfestival Drenthe, Pop in ‘t plat.

## Geschiedenis
In 2023 werd het eerste Regio Songfestival georganiseerd in Utrecht. De eerste deelnemer voor Drenthe werd Lisa Harms, met het liedje Tot de zun uutgiet. Voor het eerst mocht de winnaar van liedjeswedstrijd Drèents Liedtiesfestival naar het Regio Songfestival gaan. In Utrecht trad Harms als vijfde op. Ze kreeg in totaal 96 punten (63 van de jury's en 33 van de televoters) waarmee ze op de achtste plaats eindigde.
In 2024 werd het Regio Songfestival in Limburg georganiseerd. Het Drèents Liedtiesfestival werd opnieuw gebruikt om te bepalen welke artiest naar Maastricht zou trekken. Ditmaal viel de keuze op de groep Marianne Veenstra die het jaar voordien derde eindigde in de Drentse preselectie. Op het eigenlijke festival kwam Drenthe als tweede aan de beurt. Bij de puntentelling kwamen er vanuit Friesland twaalf punten naar Drenthe. De televoters waren dit keer minder fan van de Drentse inzending waardoor Marianne Veenstra in de middenmoot eindigde.
Nadat het Drèents Liedtiesfestival eind 2024 niet werd verlengd voor toekomstige edities wegens financiële problemen, maakte RTV Drenthe maakte al snel bekend vanaf 2025 een nieuw festival te creëren, genaamd Songfestival Drenthe, Pop in ‘t plat, wat dienst moet doen als provinciale preselectie.

## Drentse deelnames
| Jaar | Artiest           | Lied                                    | Plaats | Punten | Taal   |
| ---- | ----------------- | --------------------------------------- | ------ | ------ | ------ |
| 2023 | Lisa Harms        | Tot de zun uutgiet                      | 8      | 96     | Drents |
| 2024 | Marianne Veenstra | 't Is zo wisse (as een klontie zuut is) | 8      | 101    | Drents |
| 2025 | De Broers Roo     | Olde Jetta                              |        |        | Drents |

| Kleur | Betekenis      |
| ----- | -------------- |
|       | Eerste plaats  |
|       | Tweede plaats  |
|       | Derde plaats   |
|       | Laatste plaats |
|       | Gastprovincie  |

## Twaalf punten
(Een vetgedrukte editie betekent dat die regio die editie won.)
| Aantal | Land       | Edities |
| ------ | ---------- | ------- |
| 1      | Overijssel | 2023    |
| 1      | West       | 2024    |

| Aantal | Land      | Edities |
| ------ | --------- | ------- |
| 1      | Friesland | 2024    |

Drenthe · Flevoland · Friesland · Gelderland · Groningen · Limburg · Noord-Brabant · Noord-Holland · Overijssel · Rijnmond · Utrecht · West · Zeeland